# Revolutio
A Revolutio a Torres Dani és a Veni Styx együttes 2007-ben A Sony Music kiadó által megjelent albumának címe.
A CD tartalma:
1. Fegyverem az adrenalin (két perc körül) (3:04)
2. A filmem végén (3:38)
3. Három az egyben (3:15)
4. Good Night Joe (4:41)
5. Drivin' (4:37)
6. Köszönöm ember (3:32)
7. Saint (5:36)
8. Vela solitaria (3:36)
9. Mégsem perc (3:01)
10. Free-©ska (3:18)
11. Ének a pokolból (3:32)
12. Álom a holnapról (4:18)
13. Elhagynak… (3:09)
14. Mujeres (2:45)

Összesen 52:09.